# Asemonea sichuanensis
Asemonea sichuanensis är en spindelart som beskrevs av Song D., Chai I. 1992. Asemonea sichuanensis ingår i släktet Asemonea och familjen hoppspindlar. Inga underarter finns listade i Catalogue of Life.